# Receptor 5-HT1B
El receptor 5-hidroxitriptamina 1B, (abreviado receptor 5-HT1B, llamado también receptor 5-HT1D β), es una proteína de membrana uno de los subtipos de la familia del receptor 5-HT. En humanos es codificada por el gen HTR1B.
En el cuerpo humano, el receptor 5-HT 1B se encuentra particularmente en la membrana celular de las células del músculo liso y en el sistema nervioso central. En interacción con su agonista serotonina, el receptor juega un papel importante en la transmisión de señales en el sistema nervioso (neurotransmisión). A nivel molecular, es un receptor acoplado a proteínas G que media sus efectos a través de la activación de proteínas G heterotriméricas. Los fármacos que estimulan los receptores 5-HT1B son usados en el tratamiento agudo de la migraña.

## Estructura
Los receptores 5-HT1B están ampliamente distribuidos por todo el sistema nervioso central y las concentraciones más altas se encuentran en la corteza frontal, los ganglios basales, el cuerpo estriado y el hipocampo. La función del receptor 5-HT1B difiere según su ubicación. En la corteza frontal, se cree que actúa como un receptor postsináptico que inhibe la liberación de dopamina.
La proteína del receptor 5-HT1B humano consta de 390 aminoácidos. Con la ayuda del análisis de la estructura cristalina de rayos X, se pudo confirmar una estructura previamente especulada con siete dominios transmembrana helicoidales (receptor heptahelicoidal).
La cavidad donde ocurre la unión ortostérica del receptor se encuentra en el interior más profundo del receptor y está definida por las hélices III, V, VI, VII y ECL2. Es menos polar que en los receptores de otras monoaminas como la noradrenalina, dopamina o histamina. Los ligandos con una estructura básica de triptamina o una estructura parcial forman un puente salino con el grupo carboxi de un ácido aspártico miembro del receptor a través de su función amina. Este sitio de unión ionogénico también se encuentra en otros receptores de monoamina. El átomo de hidrógeno unido al nitrógeno del indol forma un enlace de hidrógeno a través del grupo hidroxilo de una treonina. Este patrón de unión está muy extendido en la familia de receptores de serotonina. El indol está enmarcado lateralmente por residuos de serina y alanina de la hélice V. El bolsillo de unión en el núcleo del receptor va seguido de otro bolsillo, que se encuentra en el área de entrada extracelular del receptor y puede acomodar componentes del ligando, como los de Se encuentra ergotamina como un residuo tripéptido más grande de las lisergamidas. Sin embargo, el residuo de tripéptido parece contribuir poco a la afinidad. Se sospecha un sitio de unión alostérica en este bolsillo. 
Existen diferencias específicas de especie en el receptor, que se reflejan en el hecho de que la afinidad de algunos ligandos adrenérgicos en el receptor 5-HT1B es significativamente mayor en roedores que en humanos.

### Genética
El receptor 5-HT1B humano se clonó por primera vez en 1992. Es codificado por un gen en el cromosoma 6 en el locus del gen 6q13, denominado HTR1B. La región codificante del ADN está libre de intrones. Con una coincidencia de secuencia de 63 % (77 % en las regiones transmembrana), el receptor 5-HT1B humano está estrechamente relacionado con el receptor 5-HT1D.
El receptor 5-HT1B presenta varios polimorfismos de un solo nucleótido y repeticiones en tándem. Algunos de estos pueden verse asociados a trastornos incluyendo el alcoholismo y tendencias a conductas criminales.

### Transducción de señales
A nivel molecular, la estimulación de los receptores 5-HT1B conduce a la activación de las proteínas Gi/o y la inhibición de las adenilil ciclasas con la subsecuente apertura de canales de potasio. Además, la estimulación de los receptores 5-HT1B activa las fosfolipasas C y D, las NO sintasas y la vía de señalización ERK.

## Función
En los ganglios basales y el cuerpo estriado, la evidencia sugiere que la señalización actúa sobre un autorreceptor, inhibiendo la liberación de serotonina y disminuyendo la transmisión glutamatérgica al reducir la frecuencia del potencial postsináptico excitatorio en miniatura (mEPSP), respectivamente. 5-HT1B está funcionalmente presente en el cuerpo estriado del ratón, pero no parecen jugar un papel importante en los efectos que inhiban de la recaptación de serotonina extracelular. En ratones knockout para el receptor 5-HT1B en el cuerpo estriado, el receptor y su Transducción de señales no surten efecto sobre la salida de dopamina del cuerpo estriado de ratones. Existen evidencias que en las terminales del axón estriatal de ratas, la liberación de dopamina provocada por potasio es regulada por heterorreceptores presinápticos 5-HT1B.
En el hipocampo, un estudio reciente ha demostrado que la activación de los heterorreceptores postsinápticos 5-HT1B produce una facilitación en la transmisión sináptica excitatoria que se ve alterada en la depresión. Se ha encontrado una unión baja del receptor 5-HT1B en regiones límbicas en pacientes con trastorno depresivo mayor. Las investigaciones experimentales sobre el receptor 5-HT1B se ha visto obstaculizada por la falta de ligandos selectivos para el receptor.
Cuando se rastreó la expresión del receptor 5-HT1B en la corteza humana a lo largo de la vida, se observaron cambios significativos durante la adolescencia, de una forma que está fuertemente correlacionada con la expresión del receptor 5-HT1E. Mientras que la estimulación del receptor 5–HT1A produce hiperfagia, los subtipos 5–HT1B, 5–HT2A y 5–HT2C inducen hipofagia y anorexia.
Fuera del SNC, el receptor 5-HT1B también se expresa en el endotelio de los vasos sanguíneos, particularmente en las meninges. La activación de estos receptores produce vasoconstricción. La alta distribución de los receptores vasoconstrictores 5-HT1B y 5-HT1D alrededor del cerebro los convierte en un valioso objetivo farmacológico para el tratamiento de las migrañas.
El bloqueo de la señalización del receptor 5-HT1B también aumenta el número de osteoblastos, la masa ósea y la tasa de formación ósea.
Los receptores 5-HT1B tienen una posible participación en la aparición del abuso y el desarrollo de la dependencia del alcohol. Se ha informado que ratones knockout que carecen del gen 5-HT1B tienen una mayor preferencia por el alcohol, aunque estudios posteriores no lograron replicar tales anomalías en el consumo de licor. También se ha informado que estos ratones tienen una medida más baja de ansiedad (como en la prueba del laberinto en cruz elevado) y una medida más alta de agresión.
En condiciones basales, los ratones knockout presentan un fenotipo "normal" y exhiben una preferencia por la sacarosa (la falta de preferencia por la sacarosa se considera una medida de anhedonia). Sin embargo, después de someterse a un tratamiento de estrés crónico impredecible para inducir un fenotipo similar a la depresión, estos animales no se ven beneficiados con la administración de un inhibidor selectivo de la recaptación de serotonina (ISRS). 

## Ligandos
El receptor 5-HT1B tiene una relación genética y estructural muy estrecha con el receptor 5-HT1D. Farmacológicamente, los dos receptores también son difíciles de distinguir entre sí.

### Agonistas
Los agonistas del receptor 5-HT1B se utilizan en el tratamiento agudo de los ataques de migraña debido a su efecto inhibidor de la liberación de mediadores de la inflamación y la contracción de la arteria intracraneal. Entre los agonistas del receptor 5-HT1B no selectivos utilizados terapéuticamente se encuentran los alcaloides del cornezuelo de centeno, incluyendo la ergotamina.
Sobre la base de su estructura, se desarrollaron agonistas selectivos de los receptores 5-HT1B/1D, los triptanos utilizados hoy en día como primera elección en la terapia aguda de la migraña. En 1991, sumatriptán fue el primer representante de esta clase de sustancias en ser aprobado. Le siguieron naratriptán, rizatriptán, eletriptán, zolmitriptán, almotriptán y frovatriptán, que difieren del prototipo sumatriptán principalmente en su farmacocinética.
En comparación con varios otros ligandos en este receptor, la cabergolina muestra una preferencia significativa por la señalización de la β-arrestina, con un factor de sesgo de 70.
| - Ergotamina (vasoconstrictor en la migraña) - Oximetazolina - Sumatriptán (vasoconstrictor en la migraña) - Zolmitriptán | - 5-carboxamidotriptamina - CGS-12066A - CP-93,129 (agonista selectivo (7.5 mg/0.5ml) con acción periférica) - CP-94.253 | - CP-122,288 (agonista mixto de 5-HT1B/1D) - CP-135,807 (alta afinidad 5-HT1B, y agonista mixto de 5-HT1B/1D) - RU-24969 (agonista mixto de 5-HT1A/1B) - 8-OH-DPAT |

### Agonistas parciales
- Ziprasidona (antipsicótico)
- Asenapina (antipsicótico)
- Vortioxetina (antidepresivo)

### Antagonistas y agonistas inversos
En contraste con el agonismo del receptor 5-HT 1B, el antagonismo del receptor 5-HT1B todavía no ha encontrado ningún uso terapéutico. Independientemente de esto, además de los derivados de los alcaloides del cornezuelo del centeno, otros con principio activo similar, como el antipsicótico metiotepina y la yohimbina, se han usado para el manejo de la disfunción eréctil. También tienen propiedades antagonistas relevantes del receptor 5-HT1B.
Los antagonistas selectivos del receptor 5-HT 1B, como SB-216,641 encuentran una aplicación experimental particularmente en investigación y desarrollo.
| - Metiotepina (antipsicótico) - Yohimbina (afrodisíaco) - Metergolina | - Aripiprazol - Isamoltano - AR-A000002 | - SB-216,641 - SB-224,289 (agonista inverso) - SB-236,057 (agonista inverso) |